# Torneo de Doha 2016
El Qatar ExxonMobil Open 2016 fue un evento de tenis de la serie 250, se disputó en Doha, Catar en el Khalifa International Tennis Complex desde el 4 de enero hasta el 10 de enero.

## Cabeza de serie

### Individual masculino
| Tenista         | Ranking | Preclasificada |
| Novak Djokovic  | 1       | 1              |
| Rafael Nadal    | 5       | 2              |
| Tomáš Berdych   | 6       | 3              |
| David Ferrer    | 7       | 4              |
| Feliciano López | 17      | 5              |
| Andreas Seppi   | 29      | 6              |
| Jérémy Chardy   | 31      | 7              |
| Leonardo Mayer  | 35      | 8              |

- Ranking del 28 de diciembre de 2015

### Dobles masculino
| Tenista                           | Ranking | Preclasificada |
| Horia Tecău Jean-Julien Rojer     | 5       | 1              |
| Jamie Murray Bruno Soares         | 29      | 2              |
| Feliciano López Marc López        | 67      | 3              |
| Philipp Petzschner Alexander Peya | 74      | 4              |

## Campeones

### Individuales masculinos
Novak Djokovic venció a  Rafael Nadal por 6-1, 6-2

### Dobles masculinos
Feliciano López /  Marc López vencieron a  Philipp Petzschner /  Alexander Peya por 6-4, 6-3